# پنتالن
پنتالن (به انگلیسی: Pentalene) با فرمول شیمیایی C8H6 یک ترکیب شیمیایی با شناسه پاب‌کم 5460726 است. که جرم مولی آن ۱۰۲٫۱۳ گرم بر مول می‌باشد. 